# Jan Zagórski
Jan Zagórski herbu Ostoja – podczaszy włodzimierski, sędzia grodzki krzemieniecki, rotmistrz targowickiej formacji Brygady Kawalerii Narodowej Znaków Hussarskich pod Imieniem Województwa Bracławskiego, konsyliarz konfederacji generalnej koronnej. 

## Życiorys
Jako poseł województwa wołyńskiego na Sejm Czteroletni od 1790 roku złożył protest przeciwko konstytucji 3 maja.  Figurował na liście posłów i senatorów posła rosyjskiego Jakowa Bułhakowa w 1792 roku, która zawierała zestawienie osób, na które Rosjanie mogą liczyć przy rekonfederacji i obaleniu dzieła 3 maja. Konsyliarz województwa wołyńskiego i konsyliarz konfederacji generalnej koronnej w konfederacji targowickiej.
W czasie insurekcji kościuszkowskiej Sąd Najwyższy Kryminalny skazał go na karę śmierci przez powieszenie, wieczną infamię, konfiskatę majątków i utratę wszystkich urzędów.